# Анукет
Анукет (егип. ˁny; ˁnkt / ˁnqt «двигающая (потоки Нила)», греч. Ανουκις) — древнеегипетская богиня, первоначально почитавшаяся как богиня Нила в Верхнем Египте и близлежащих нубийских землях. Позже приобрела общеегипетский культ в качестве богини-покровительницы I порога Нила, Асуана и острова Элефантина. Кроме того, она также считалась одной из покровительниц разливов Нила, обеспечивавших возможность ведения сельского хозяйства в Египте.

## Мифология
Так как бог-гончар Хнум и его жена Сатис считались богами истоков Нила, Анукис в египетской традиции рассматривалась в качестве их дочери, рождавшейся в результате слияния Белого и Голубого Нила в Донголе. Анукет ассоциировалась со скоростью течения реки в области I порога и, следовательно, с быстрыми стрелами и быстрой газелью. Поэтому в искусстве часто встречаются изображения Анукис в образе газели (считается, что этот образ был заимствован у нубийцев). Изображалась в виде женщины в короне из перьев. Священное животное — антилопа (газель).
Ежегодный праздник, посвящённый Анукет, начинался с разливом Нила. Люди бросали в Нил разнообразные ценные предметы, золото, драгоценности, чтобы эти дары вернулись им от богини, когда разлившийся Нил даст полям силу плодородия. Анукет была посвящена нильская рыба определённого вида, которую запрещено было ловить и поедать в некоторых частях Египта. В эллинистическую эпоху Анукис была отождествлена с Гестией и часто выступала как покровительница не только плодородия и деторождений, но и всякого изобилия и роскоши вообще. Часто также подчёркивалась её сексуальность.